# Argonne National Laboratory
El Laboratori Nacional d'Argonne és un centre d'investigació i desenvolupament amb finançament federal a Lemont, Illinois, Estats Units. Fundat el 1946, el laboratori és propietat del Departament d'Energia dels Estats Units i és administrat per UChicago Argonne LLC de la Universitat de Chicago. La instal·lació és el laboratori nacional més gran del mig oest.
Argonne va tenir els seus inicis al Laboratori Metal·lúrgic de la Universitat de Chicago, format en part per dur a terme els treballs d'Enrico Fermi sobre reactors nuclears per al Projecte Manhattan durant la Segona Guerra Mundial. Després de la guerra, va ser designat com el primer laboratori nacional dels Estats Units l'1 de juliol de 1946. En les seves primeres dècades, el laboratori va ser un centre per a l'ús pacífic de la física nuclear; gairebé totes les centrals nuclears comercials en funcionament a tot el món tenen arrels en la investigació d'Argonne. Més de 1.000 científics realitzen investigacions al laboratori, en els camps de l'emmagatzematge d'energia i les energies renovables; investigació fonamental en física, química i ciència dels materials; sostenibilitat ambiental; supercomputació; i seguretat nacional.
Argonne antigament va dirigir una instal·lació més petita anomenada Argonne National Laboratory-West (o simplement Argonne-West) a Idaho al costat del Laboratori Nacional d'Enginyeria i Medi Ambient d'Idaho. El 2005, els dos laboratoris amb seu a Idaho es van fusionar per convertir-se en el Laboratori Nacional d'Idaho.
Argonne forma part de l'expansió del corredor de recerca i tecnologia d'Illinois.

## Visió general
Argonne té cinc àrees d'enfocament, tal com va declarar el laboratori el 2022, incloent el descobriment científic en ciències físiques i de la vida; investigació energètica i climàtica; avenços de seguretat global per protegir la societat; operar instal·lacions de recerca que donen suport a milers de científics i enginyers d'arreu del món; i el desenvolupament de la mà d'obra científica i tecnològica.

## Història

### Orígens
Argonne va començar el 1942 com a Laboratori Metal·lúrgic, part del Projecte Manhattan de la Universitat de Chicago. El Met Lab va construir el Chicago Pile-1, el primer reactor nuclear del món, sota les grades de l'estadi esportiu de la Universitat de Chicago. L'any 1943, el CP-1 va ser reconstruït com a CP-2, al bosc d'Argonne, un lloc de reserva forestal fora de Chicago. Les instal·lacions de laboratori construïdes aquí es van conèixer com a Lloc A.
L'1 de juliol de 1946, el lloc A del "Laboratori Metal·lúrgic" va ser oficialment reconegut com a Laboratori Nacional d'Argonne per a la "investigació cooperativa en nucleònica". A petició de la Comissió d'Energia Atòmica dels EUA, va començar a desenvolupar reactors nuclears per al programa pacífic d'energia nuclear de la nació. A finals de la dècada de 1940 i principis de la dècada de 1950, el laboratori es va traslladar a l'oest a una ubicació més gran al comtat de DuPage no incorporat i va establir una ubicació remota a Idaho, anomenada "Argonne-West", per dur a terme més investigacions nuclears.

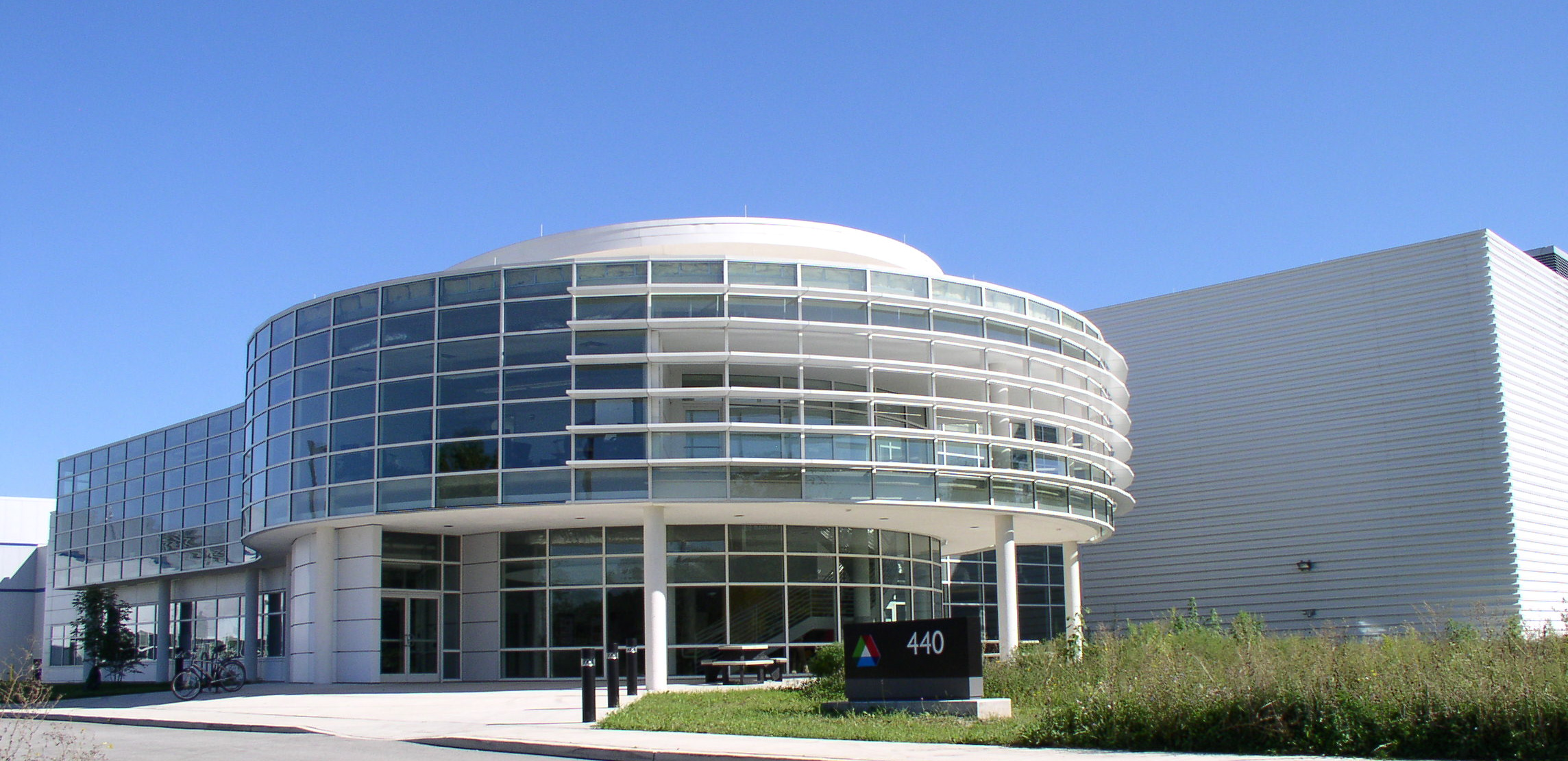
Centre d'Argonne per a materials a nanoescala.

## Instal·lacions d'usuari
Argonne construeix i manté instal·lacions científiques que serien massa cares per a una sola empresa o universitat per construir i operar. Aquestes instal·lacions són utilitzades per científics d'Argonne, la indústria privada, el món acadèmic, altres laboratoris nacionals i organitzacions científiques internacionals.
- Advanced Photon Source (APS): una instal·lació nacional d'investigació de raigs X de sincrotró que produeix els feixos de raigs X més brillants de l'hemisferi occidental.
- Centre de Materials a Nanoescala (CNM): una instal·lació d'usuari situada a l'APS que proporciona infraestructura i instruments per estudiar nanotecnologia i nanomaterials. El CNM és un dels cinc centres de recerca científica a nanoescala de l'Oficina de Ciència del Departament d'Energia dels EUA.
- Argonne Tandem Linac Accelerator System (ATLAS): ATLAS és el primer accelerador de partícules superconductores del món per a ions pesants a energies a les proximitats de la barrera de Coulomb. Aquest és el domini energètic adequat per estudiar les propietats del nucli, el nucli de la matèria i el combustible de les estrelles.
- Argonne Leadership Computing Facility (ALCF): una instal·lació d'usuaris de l'Oficina de Ciència del DOE que proporciona recursos de supercomputació a la comunitat investigadora per permetre avenços en ciència i enginyeria.